# Straż Nocna (film 2004)
Straż Nocna (ros. Ночной Дозор) – rosyjski thriller fantasy z 2004 roku w reżyserii Timura Biekmambietowa, oparty na niektórych wątkach powieści Siergieja Łukjanienki (tytuł książki przetłumaczony został jako Nocny Patrol). W 2004 film został wyselekcjonowany jako rosyjski kandydat do nagrody Amerykańskiej Akademii Filmowej w kategorii najlepszy film nieanglojęzyczny, ale nie uzyskał nominacji. Obraz doczekał się kontynuacji w postaci Straży Dziennej (2006).

## Fabuła
Przez stulecia działający w ukryciu członkowie Straży Nocnej patrolowali świat Ciemnych – wampirów, czarownic, wilkołaków i magów, którzy działają pod osłoną nocy, podczas gdy zgodnie z postanowieniami rozejmu Ciemni patrolowali siły Światła. Los całego rodzaju ludzkiego zależy od delikatnej równowagi między dobrem i złem, ale równowaga jest zagrożona. Stara przepowiednia głosi, że pewnego dnia pojawi się Wielki, który położy kres konfliktowi między Światłem i Ciemnością. Czas ten właśnie nadszedł. Nie wiadomo jednak, po której stronie opowie się Wielki.

## Obsada
- Konstantin Chabienski – Anton Gorodecki
- Władimir Mieńszow – Geser, szef Straży Nocnej
- Dmitrij Martynow – Jegor, syn Antona
- Marija Mironowa – matka Jegora
- Marija Poroszyna – Swietłana
- Anna Sliusariowa – Lena, zmiennokształtny mag
- Georgij Dronow – Tolik
- Wiktor Wierzbicki – Zawulon, szef Straży Dziennej
- Nikołaj Olialin – Inkwizytor
- Żanna Friske – Alicja Donnikowa
- Aleksiej Czadow – Kostia Sauszkin
- Galina Tiunina – Olga
- Jurij Kucenko – Ignat
- Rimma Markowa – Daria
- Anna Dubrowskaja – wampirzyca Łarisa
- Aleksandr Samojlenko – Ilja (Niedźwiedź)
- Walerij Zołotuchin – Giennadij Sauszkin, ojciec Kostii
- Matylda Kawczak – Malutka dziewczynka

## Produkcja
Zdjęcia kręcono w Moskwie, Petersburgu oraz w Wasiljowie (obwód twerski).